# Idoia Rodríguez Buján
Idoia Rodríguez Buján (Friol, Lugo; 25 de octubre de 1983-Herat, Afganistán; 21 de febrero de 2007) fue una militar española. Destinada en Afganistán como parte de la  misión ISAF, fue la primera mujer militar española fallecida en una misión de paz internacional.

## Biografía
Rodríguez Buján ingresó en las Fuerzas Armadas españolas el 27 de septiembre de 2004, como soldado de infantería ligera en la Brigada de Infantería Ligera Aerotransportable (BRILAT).
Destinada en Afganistán con el contingente español que formaba parte de la  misión ISAF de la OTAN, falleció el 21 de febrero de 2007 como consecuencia de la explosión de una mina bajo la ambulancia BMR que conducía.
Fue condecorada a título póstumo con la Cruz al Mérito Militar con distintivo amarillo y con la medalla de la OTAN.

## Premio «Soldado Idoia Rodríguez, mujer en las Fuerzas Armadas»
En marzo de 2007, el Ministerio de Defensa creó en su memoria el premio Soldado Idoia Rodríguez, para reconocer el esfuerzo y el trabajo de personas, colectivos y entidades, tanto militares como civiles, que fomenten la integración de la mujer y la igualdad de género en las Fuerzas Armadas españolas.